# بيل موريسون (مخرج)
بيل موريسون (بالإنجليزية: Bill Morrison)‏ هو مخرج أمريكي، ولد في 17 نوفمبر 1965 في شيكاغو في الولايات المتحدة.

## وصلات خارجية
- بيل موريسون على موقع IMDb (الإنجليزية)
- بيل موريسون على موقع ألو سيني (الفرنسية)
- بيل موريسون على موقع أول موفي (الإنجليزية)
- بيل موريسون على موقع قاعدة بيانات الفيلم (الإنجليزية)
- بيل موريسون على موقع كينوبويسك (الروسية)